# Råka
Råka (Corvus frugilegus) är en fågel som tillhör kråksläktet inom familjen kråkfåglar. Råkan förekommer i stora delar av palearktiska regionen och har introducerats i Nya Zeeland. Den utmärks av sin långa, spetsiga och något nedåtböjda näbb med det ljusa nakna hudpartiet vid näbbasen och sin metalliskt glänsande svarta fjäderdräkt. 
Råkan har ett palearktiskt utbredningsområde och förekommer som häckfågel framförallt i ett bälte som sträcker sig från Irland och Skottland via Centraleuropa genom Centralasien och österut till Kina. Den delas upp i en västlig och en östlig underart. Den är en kulturföljare och föredrar stora jordbruksslätter där den häckar i kolonier men förekommer också lokalt som häckfågel i städer, då framförallt i parker. Den födosöker på marken, på åkrar och utmed vägkanter och är som de flesta kråkfåglar en allätare. Den lever i livslånga monogama förhållanden och blir könsmogen vid två års ålder. Boet byggs av honan men även hanen förser bygget med material. Boet påminner till utseendet om kråkans och kan nyttjas i flera år. Honan ruvar de tre till fyra äggen under 16–20 dagar och matas under denna period av hanen. Ungarna tas sedan om hand av båda föräldrarna som matar dem med uppstött föda. Ungarna blir flygga efter 28–35 dagar men blir självständiga långt senare. 

## Utseende och fältkännetecken
Råkan är svart, med blå- och purpuraktig glans, i synnerhet på huvudet och halsen, vilkas fjäderbeklädnad är fin och silkeslik utan synliga fjäderspolar. På adulta individer saknas näsborrsbefjädringen,  och den blekt gula näbbasen är även den fjäderlös. Dessa dräktdetaljer framträder i februari–maj under andra kalenderåret. Stjärten är mindre kilformad än korpens. Till storleken är den bara lite mindre än en kråka med en längd på mellan 41 och 49 cm och med ett vingspann på 81 till 94 cm. Juvenila och subadulta fåglar är mycket lika svartkråkan men skiljs från denna främst genom sin spetsiga dolkformade näbb.
Näbben är spetsig, något nedåtböjd och smalare än kråkans. I flykten är råkan ganska lätt urskiljbar från svartkråkan på de något längre handfjädrarna. Dess flykt verkar lättare och vingslagen är något snabbare än svartkråkans. Könen skiljer sig varken i fjäderdräkt eller storlek.
På marken rör sig råkan bestämt gående eller hoppande fram, och i luften har den en kraftfull aktiv flykt med längre insprängda seglingssträckor.

### Läte
Som socialt levande art är råkan mycket talför och förfogar över ett flertal läten, som delvis är svåra att skilja från kråkans. Det vanligaste lätet är ett "kah" eller "krah", som kan låta ganska varierande; ofta framförs det vid rituella bugningar av partner som hälsar på varandra. I aggressiva situationer är detta ljud längre och högre: "krääääh". Dessutom är särskilt på våren ett lätt, kuttrande pladdrande inbäddat i de längre kraxljuden. Även ungfåglarna och ungarna i boet ropar mycket högt; de piper hörbart. Senare hör man från dem ett genomträngande "rrrah".

## Utbredning och systematik

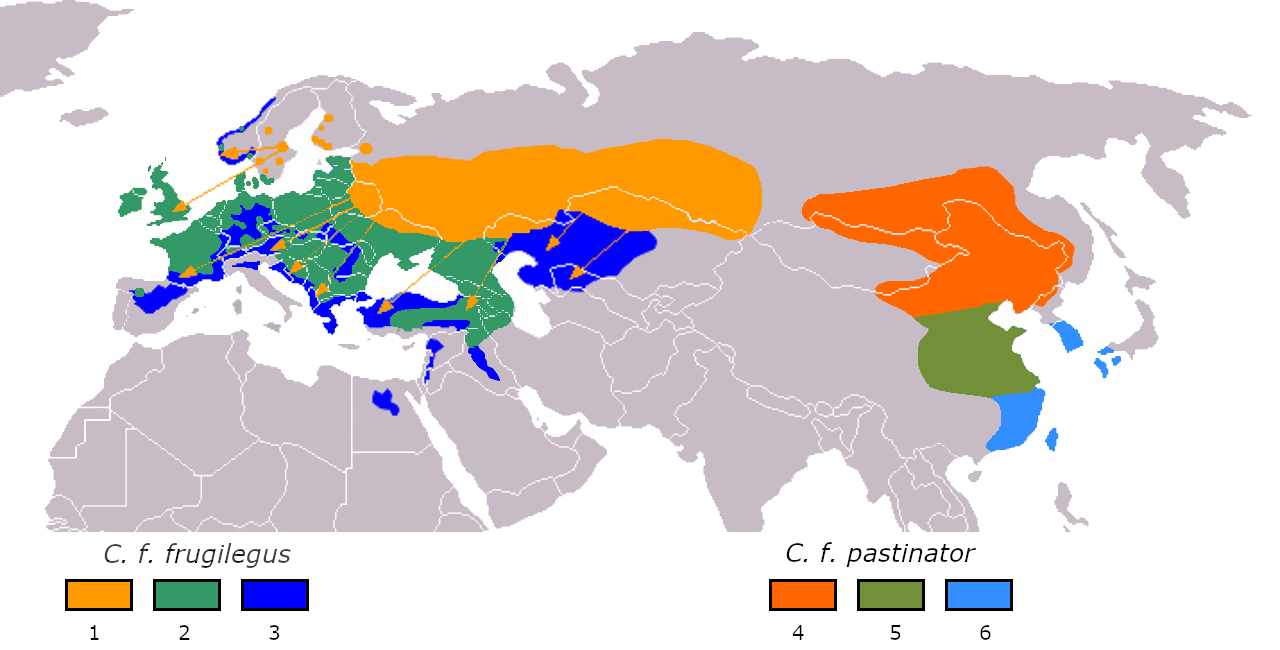
Grönt - Område med merparten stannfåglar.
Blå - Vinterkvarter
Gult - Häckningsområde med merparten flyttfåglar.
Gul pil - Vanliga flyttvägar
Orange - Häckningsområde för underarten C. f. pastinator.
Turkos - Vinterkvarter för C. f. pastinator.

Råkan förekommer i ett bälte som sträcker sig från Irland och Skottland via Centraleuropa genom Centralasien österut till Kina. Den saknas i södra Schweiz, i stora delar av Österrike och i Italien. I Norden når den Danmark och södra Sverige samt södra och västra Finland, i sydost Svarta havets och Kaspiska havets kuster. Under vintermånaderna bebor den också Norges kust till mellersta Norge, stora delar av Balkan samt större delen av  Turkiet. Den är också introducerad i Nya Zeeland.
Mot vintern flyttar många råkor till sydligare länder och uppträder då ofta i skaror om tusentals individer. I södra Europa och i norra Afrika är skarorna aldrig så stora som i Tyskland eftersom det inte finns tillräckligt med lämplig föda.

### Underarter och deras utbredning
Råkan delas ofta in i två underarter med följande utbredning:
- Corvus frugilegus frugilegus – häckar från råkans västliga populationsgräns i Europa österut till västra och centrala Asien.
- Corvus frugilegus pastinator – ansluter åt öster till nominatformen och häckar i centrala och östra Asien bort till Stillahavskusten; obetydligt mindre än nominatformen och dess fjäderdräkt skimrar snarare rödaktigt–purpurfärgat[5]

### Förekomst i Sverige
Arten häckar allmänt i Skåne, på Öland och Gotland och dessutom på något enstaka ställe längre norrut, exempelvis i Vadstena och Uppsala, där den delvis lever i stadsmiljö. Råkan är Skånes överlägset vanligaste kråkfågel, och det största beståndet, med cirka 90 % av Sveriges råkor, finns i landskapet. I parken Karlslund i Landskronas norra utkant finns Sveriges största koloni av råkor. På en yta av en knapp km² häckar där årligen omkring 40 000 par. Även i Skurup finns en stor koloni. Trots att råkan är stannfågel i Skåne, samlas de om höstarna i enorma flockar. Den siktas enstaka eller i flock ända uppe i Norrland.

### Flyttning
Råkan kan vara såväl flyttfågel som stannfågel. Generellt kan sägas att den andel av individer som är obligata flyttfåglar tilltar från väster till öster. Västeuropeiska fåglar stannar till större delen i häckningsområdet. Centraleuropeiska populationer flyttar, till ungefär 60 %, till klimatiskt gynnsammare områden. Flyttningsdistanserna överstiger i regel inte 1 000 kilometer. I Europeiska Ryssland och öster därom är alla råkor flyttfåglar med flyttningsdistanser på mellan 1 000 och 3 000 kilometer. Huvudsakliga flyttningsriktningar är väst och sydväst, ibland även nordnordväst; dock finns även populationer med syd- och sydostflyttningar, som då övervintrar i områden som sträcker sig från Balkan över Grekland och Mindre Asien till Syrien och Irak. Flyttande råkor når regelbundet Färöarna och Island.
Merparten råkor stannar i häckningsområdet till slutet av september/mitten av oktober och påbörjar då flyttningen, som kan avbrytas av längre raster och vilopauser. Flyttningen sker i stora flockar, som dock inte uppvisar någon stark sammanhållning. Mindre flyttande flockar tycks dock bilda tämligen fasta enheter. De vuxna fåglarna påbörjar återflytten redan i början av februari, och i den första veckan i mars är den oftast avslutad. Förutom dessa flyttningsbeteenden kan råkor vid mycket ogynnsam väderlek genomföra så kallade väderflyttningar, som kan föra dem åt alla väderstreck.

## Ekologi

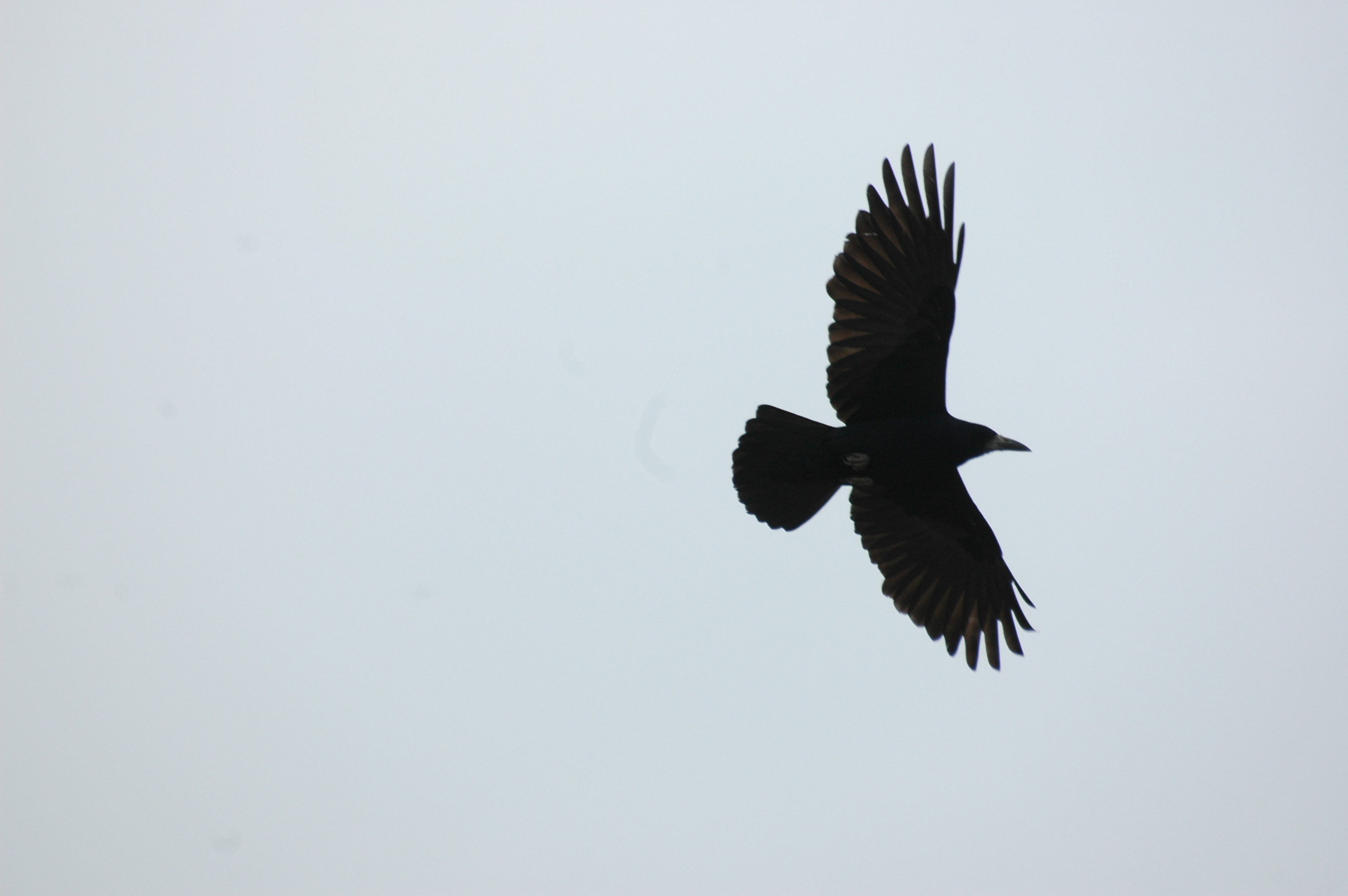
Silhuett av råka i flykten.

Råkan påbörjar sin dagaktivitet mycket tidigt, ungefär en timme före soluppgången, och slutar mycket sent. Vid midvinter har den därmed åtta timmar till förfogande för födosök. Råkor är sällskapliga under hela året, häckar i delvis mycket stora kolonier och tillbringar natten gemensamt i sovträd. De har ett stort antal sociala beteenden. På våren utför de ofta flyglekar och tvära kast i luften. Ofta kan man iaktta lekar mellan gruppmedlemmarna, som att dyka och slå ned på föremål eller att gunga på en gren. Fågeln kan vid dessa tillfällen låta höra ett mycket ljudligt kraxande och skränande, som speciellt i stadsmiljö kan vara påfrestande för människor. Det finns en mångfald av beteendestrukturer hos paren och de andra kolonimedlemmarna vilka kan vara mycket differentierade. Paren hälsar varandra med en sorts paradgång, där vingarna är lätt upplyfta. Mycket ofta ansluter sig kajor, mer sällan kråkor, till råkornas övervintringsflockar och kolonier. I städer där trutar är vanliga är det tydligt att råkan undviker konflikter med dessa fåglar. En samling blandade råkor och kajor som kalasar på något ätbart körs enkelt bort av en enda gråtrut eller havstrut. Överhuvudtaget uppvisar inte råkan ett "ha-galet" beteende i något avseende.
Liksom hos andra fåglar i kråksläktet är underrättelsebeteendet hos råkan mycket utpräglat. De beteendemönster som därigenom har uppstått, och som mestadels har observerats hos voljärfåglar, har ibland beskrivits som användning av redskap. Glutz von Blotzheim berättar om det tillfälligtvis inlärda beteendet hos en ung råka, som avsiktligt täppte till en av sex avloppsöppningar i sin voljär, så att en angenäm badbassäng uppstod. På torra och varma dagar skedde dessa handlingar oftare än på kyliga och regniga. Hos fritt levande individer har man dock aldrig fastställt beteendemönster som låter sig tolkas som användning av redskap, och i motsats till kråkan har man endast sällsynt observerat att råkor har låtit nötter falla ned från högre höjd för att komma åt dess innehåll.
Råkan kan bli upp till 20 år gammal.

### Häckning

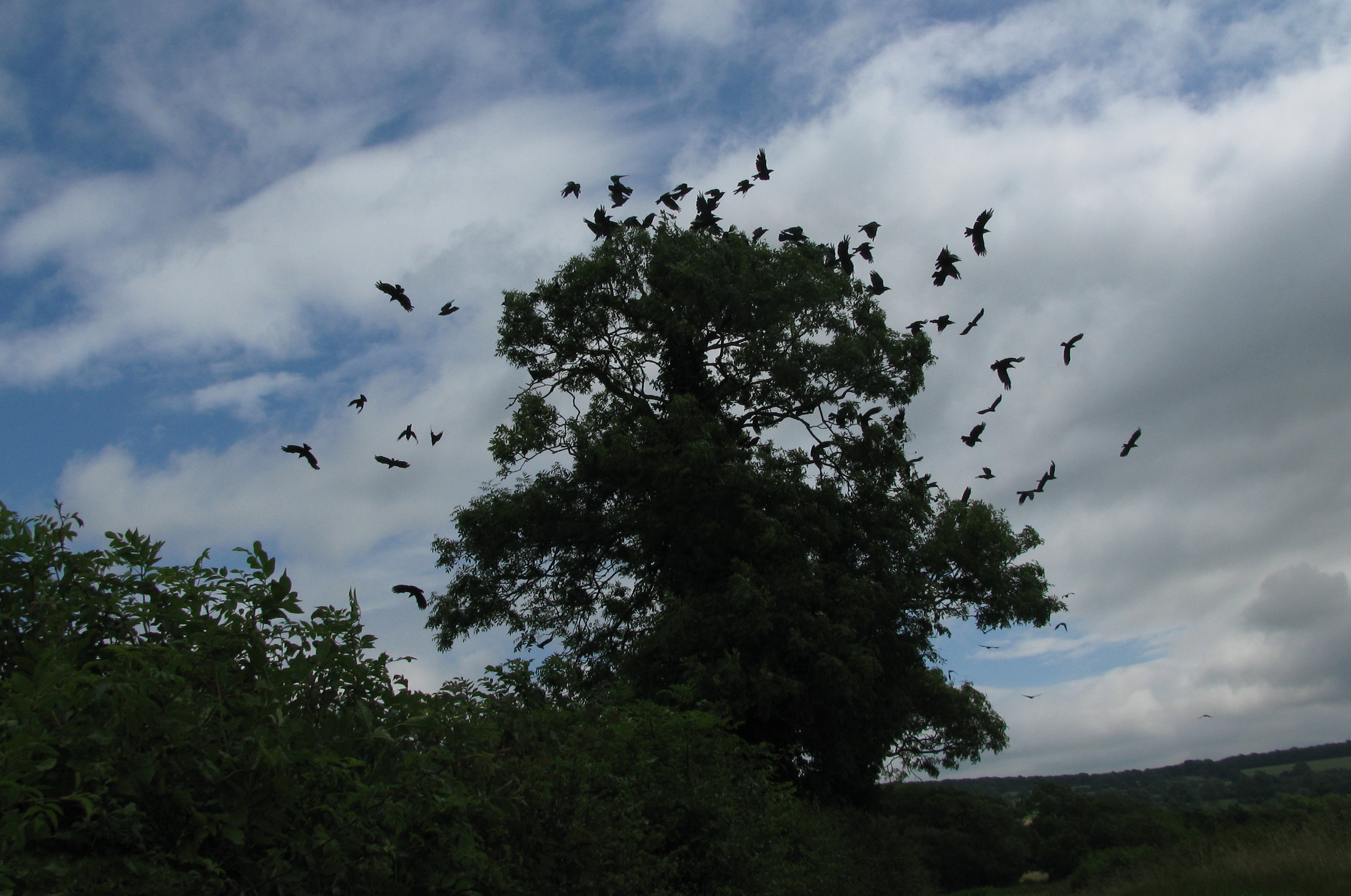
Råkan häckar i kolonier.

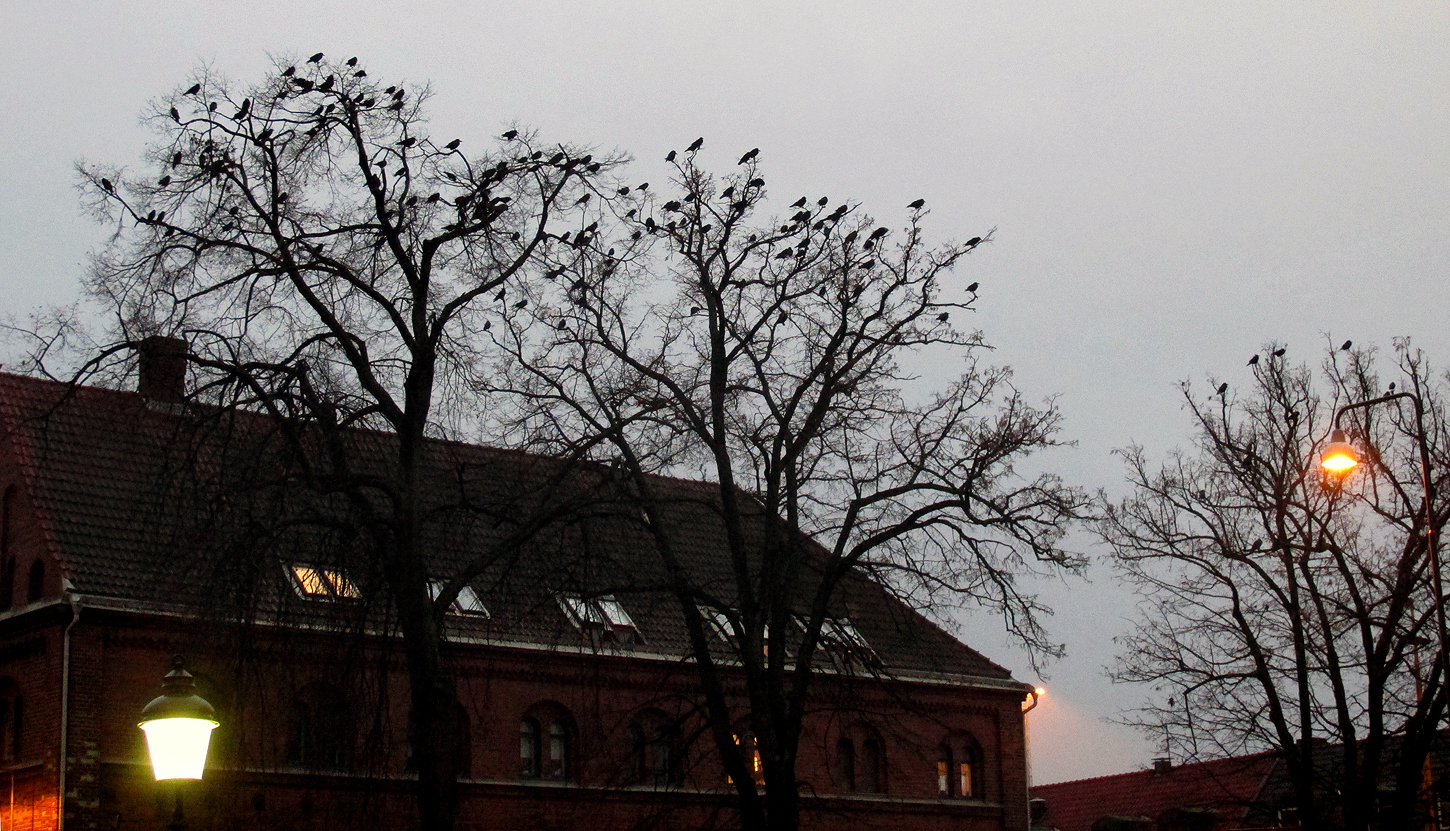
Råkan är en mycket social fågel. På kvällar samlas de på nattkvist i stora flockar, inte sällan i tusental, vilket särskilt i städer kan uppfattas som störande.

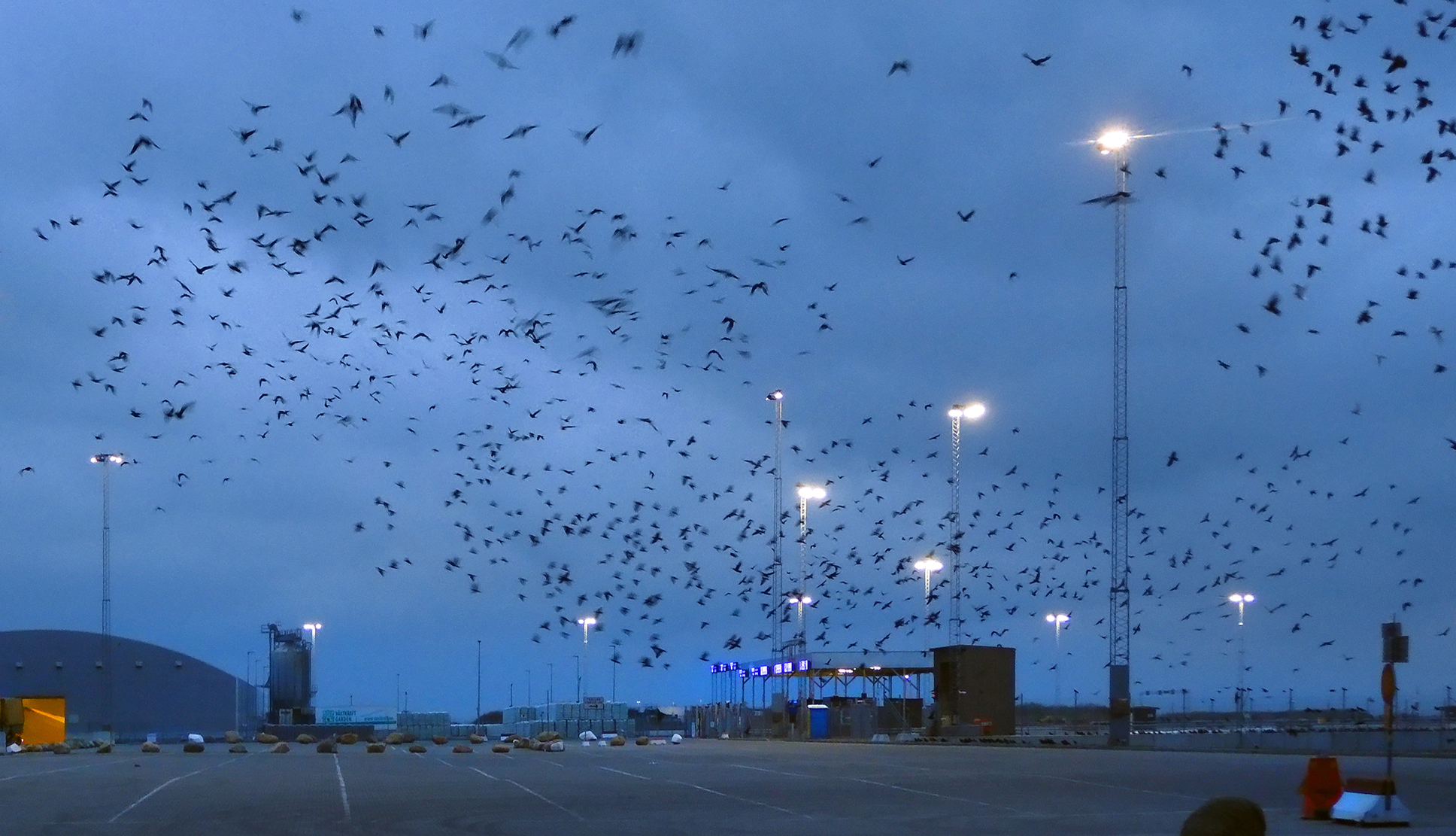
Råkan svärmar regelbundet med Kajan i stora flockar innan nattkvist

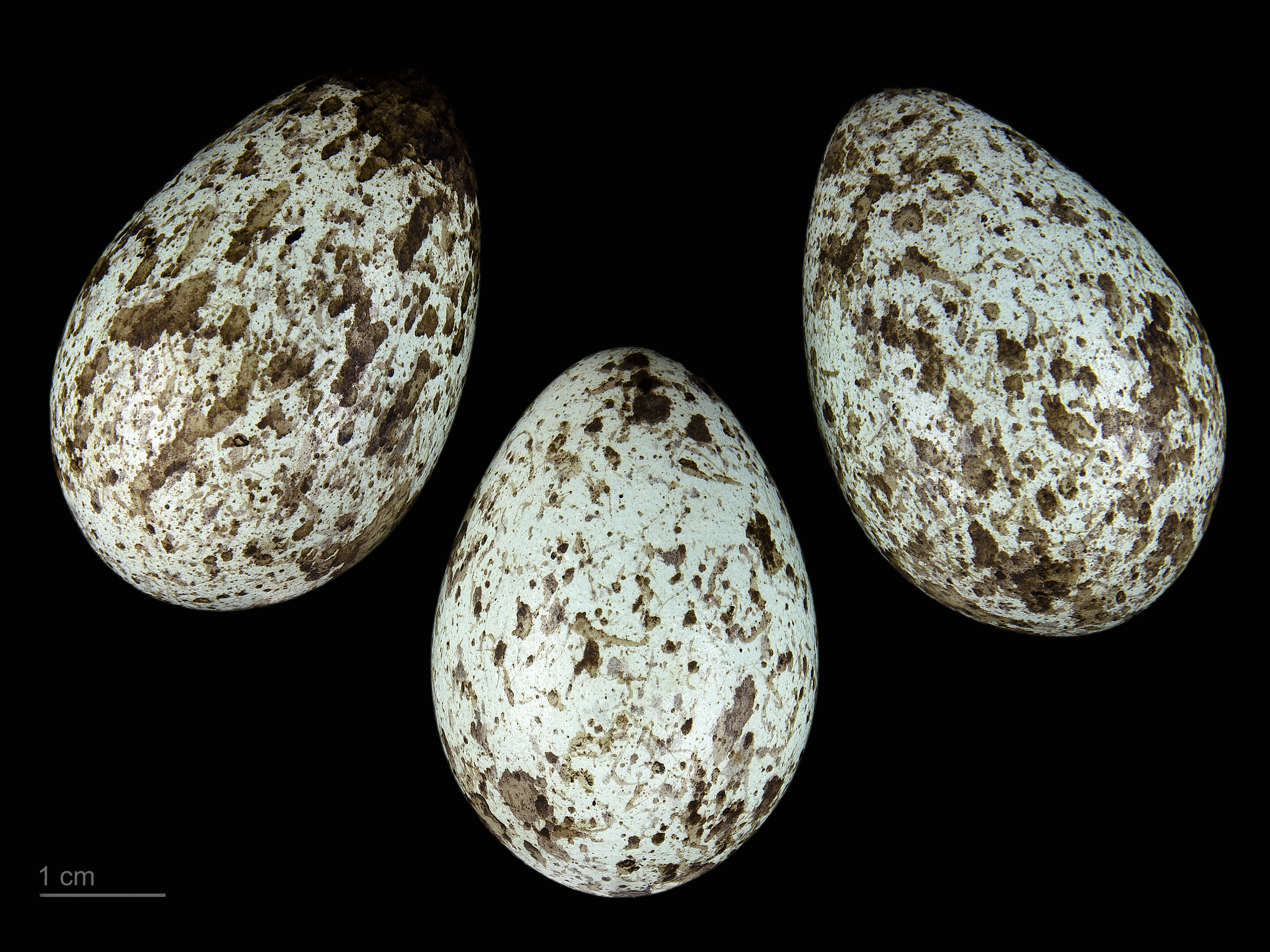
Corvus frugilegus

Råkan är en så kallad obligat kolonihäckare, vilket innebär att råkparet alltid häckar i grupp med andra råkor. Dessa råkkolonier återfinns i skogsdungar eller parker och den häckar på upp till 2 000 meters höjd. 
Råkan blir könsmogen vid slutet av sitt andra levnadsår. Den lever monogamt under häckningen. Under parningsleken förekommer social fjädervård, tiggande efter föda och långa spelropsduetter, då båda parter, oftast något avskilda från de andra, sitter bredvid varandra med brett utspärrad stjärt. Hanens och honans roller tycks bli befästa först under denna spelritual, då rollbeteendet åtminstone fram till början av spelet ofta växlar mellan könen. Bobygget påbörjas i början av mars, och det ofta stora boet byggs av både honan och hanen. Det byggs av grenar och kvistar som flätas samman till ett glest gallerverk och sedan fodras med strån, mossa, hår och liknande. Boet byggs ofta högt upp i en trädklyka i alléer och i parker eller i skogsdungar på åkrar. Bona ligger nära varandra, men ett avstånd på en meter underskrids sällan. Boplatser i byggnader, broar och liknande förekommer, liksom häckning på marken, men mycket sällsynt. Materialstöld inom kolonin samt mellan olika kolonier är vanlig. 
Normal äggläggningstid förekommer vanligtvis mellan 1 och 15 april då honan lägger 4–5 ägg. Det finns observationer på upp till 9 ägg. Äggen har grågrön bottenfärg och är tätt prickade av bruna eller gråa ovala fläckar. Honan ruvar ensam äggen i 16 till 19 dygn under vilken tid hanen förser henne med föda. Under de första tio dagarna sköter hanen ensam utfodringsarbetet, därefter gör bägge partner det. De matar ungarna med uppstötta daggmaskar, insektslarver och dylikt. Det tar ungarna mellan 29 och 33 dygn att bli flygfärdiga, men föräldrarna fortsätter att mata dem under en lång tid efter utflygningen. Ungfåglarna ansluter sig sedan till ungdomsgrupper och stryker omkring i de närmaste omgivningarna. I dessa grupper sker sedan efter ett år också parbildningen. Oftast förekommer endast en häckning per år; endast när en kull har gått förlorad sker andrahäckningar och i undantagsfall även tredjehäckningar.
Häckningsparasitism inom arten förekommer åtminstone tillfälligtvis. Det är inte entydigt klarlagt om de parasiterande föräldrarna även tar hand om en egen kull. Vid mycket stora kullar måste en sådan tänkas äga rum.

### Biotop
Råkan bebor mestadels öppen åker- och ängsmark som består av buskskog, småskog eller trädrader. Den är till stor del anvisad till kulturlandskap som omvandlats av människor. Ängsmarksområden, som uppvisar ett visst antal åkerytor, är särskilt gynnsamma för den. Den föredrar jämna eller backiga trakter, och undviker bergstrakter. Växtligheten på dess födoområde ska inte vara för hög, även om den i gynnsamma förhållanden även födosöker i högre gräs. Den skyggar inte för människors närhet. Så ligger också många av dess häckningskolonier och sovplatser i omedelbar närhet till mänskliga bosättningar, många gånger i  städers parkanläggningar, där råkans rätt högljudda beteende samt dess avföring på bland annat bilar ofta uppfattas som störande.
I vissa europeiska storstäder har stora övervintringskollektiv etablerat sig (till exempel i Wien med ungefär en kvarts miljon råkor). Råkorna i stadsmiljö har utvecklat olika anpassningar vad gäller beteende, födohämtning och dagaktivitet. Stadsfåglarna kan hålla lägre avstånd till människan än en meter under flykt och dagaktiviteten är tydligt förkortad på grund av den rikliga tillgången på föda. Ungefär på samma sätt som hos skrattmåsen har många övervintringspopulationer utvecklat sig till att utnyttja avfall på soptippar. Även att människor har utfodrat råkor har bidragit till att dessa stora flockar har utvecklats. Fåglarna brukar vara trogna sin hemort. Man har till exempel iakttagit individer som efter flera år besökte samma bakgård eller samma parkavsnitt.

### Föda och födosök

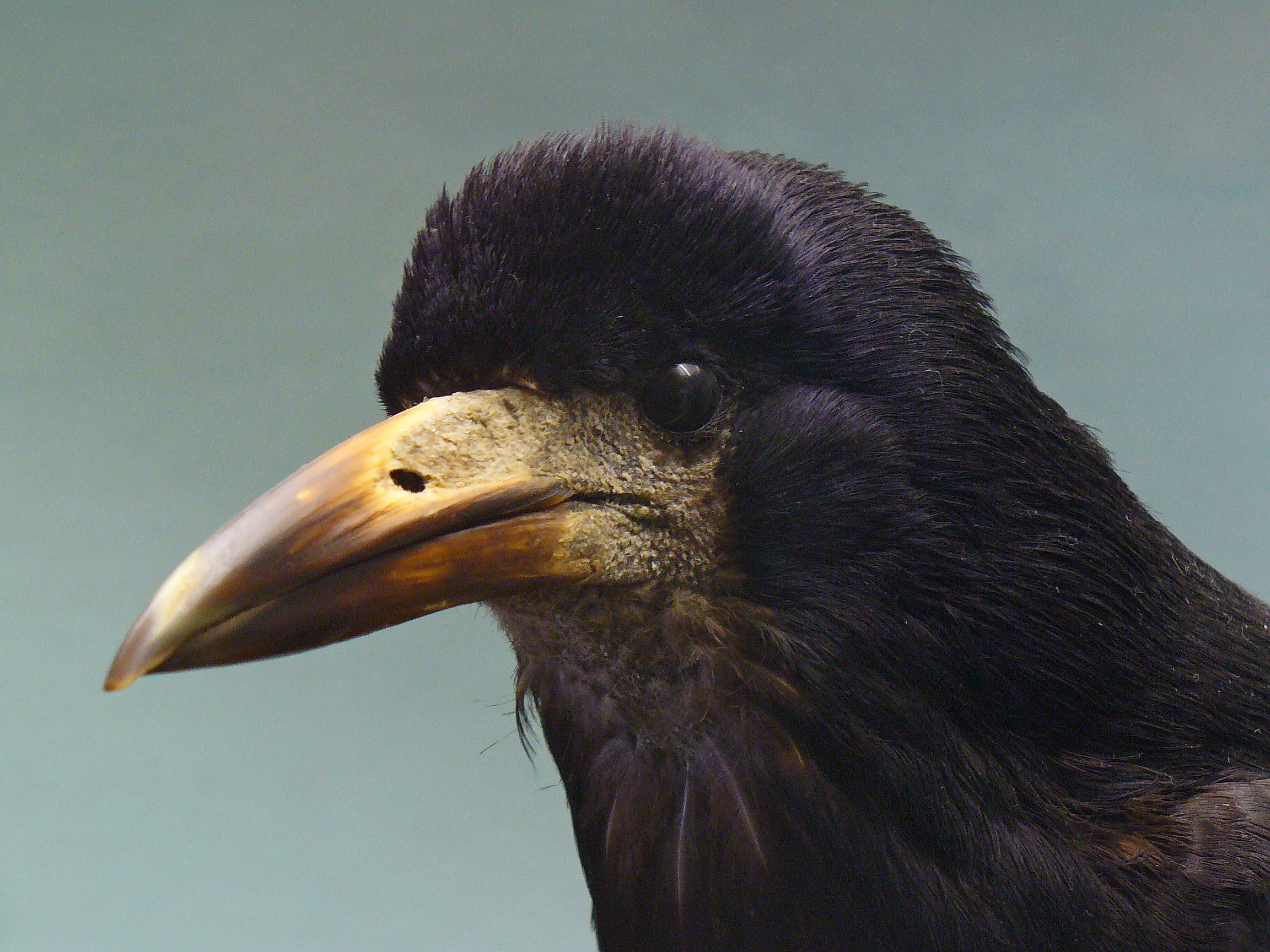
Råkan med den signifikanta ljusa basen av näbben.

Råkan är allätare, men äter mest insekter och mask samt frön och växtdelar. Födosök sker oftast i flock på öppna fält. I städer äter den i princip allt människan efterlämnar.
Liksom hos alla arter i kråksläktet är råkans näringsspektrum ytterst mångfaldigt. Fastän den föredrar animalisk föda framför vegetarisk ligger den senare dock andelsmässigt i övervikt och utgör tre femtedelar av födan. Daggmaskar, olika harkranksarter, skalbaggar och deras utvecklingsstadier (framför allt knäpparlarver) samt snäckor hör till de mest uppskattade bytesdjuren. Därtill äter råkan även däggdjur som till exempel fältsorkar, näbbmöss och jordsorkar och tillfälligtvis, men sällan, småfåglar och deras ungar. Under vintermånaderna äter råkan även as, men i betydligt mindre utsträckning än kråkan gör. Den vegetabiliska födan består av frön av alla sorter, främst av spannmålsarter. Dessutom förtär råkan nötter, ekollon och bokollon, i mindre utsträckning frukter, som körsbär och plommon samt olika vilda bär. Den föda som ungarna föds upp med är till hög andel, men inte uteslutande, animalisk.
När råkan födosöker hoppar eller går den på marken. Den spetsiga näbben används då som universalverktyg, som tjänar till såväl att gräva och hacka som att sondera och peta. 
Den fångar också flygande insekter genom korta flyghopp. Födosöket är framförallt optiskt orienterat. Vegetabilisk föda avsöks eller grävs upp från marken. Ibland äter råkan även majskorn eller solrosfrön medan den klamrar sig fast direkt vid växten. Bytesdjur förföljs endast en kort sträcka eller inte alls. I dagsrytmen födosöker den på morgonen framförallt på markytan (surface feeding); senare på dagen börjar sedan fasen med grävning och petande i marken (subsurface feeding), som slutligen avlöses av systematisk avsökning av vidare ytor (areal feeding).

## Råkan och människan

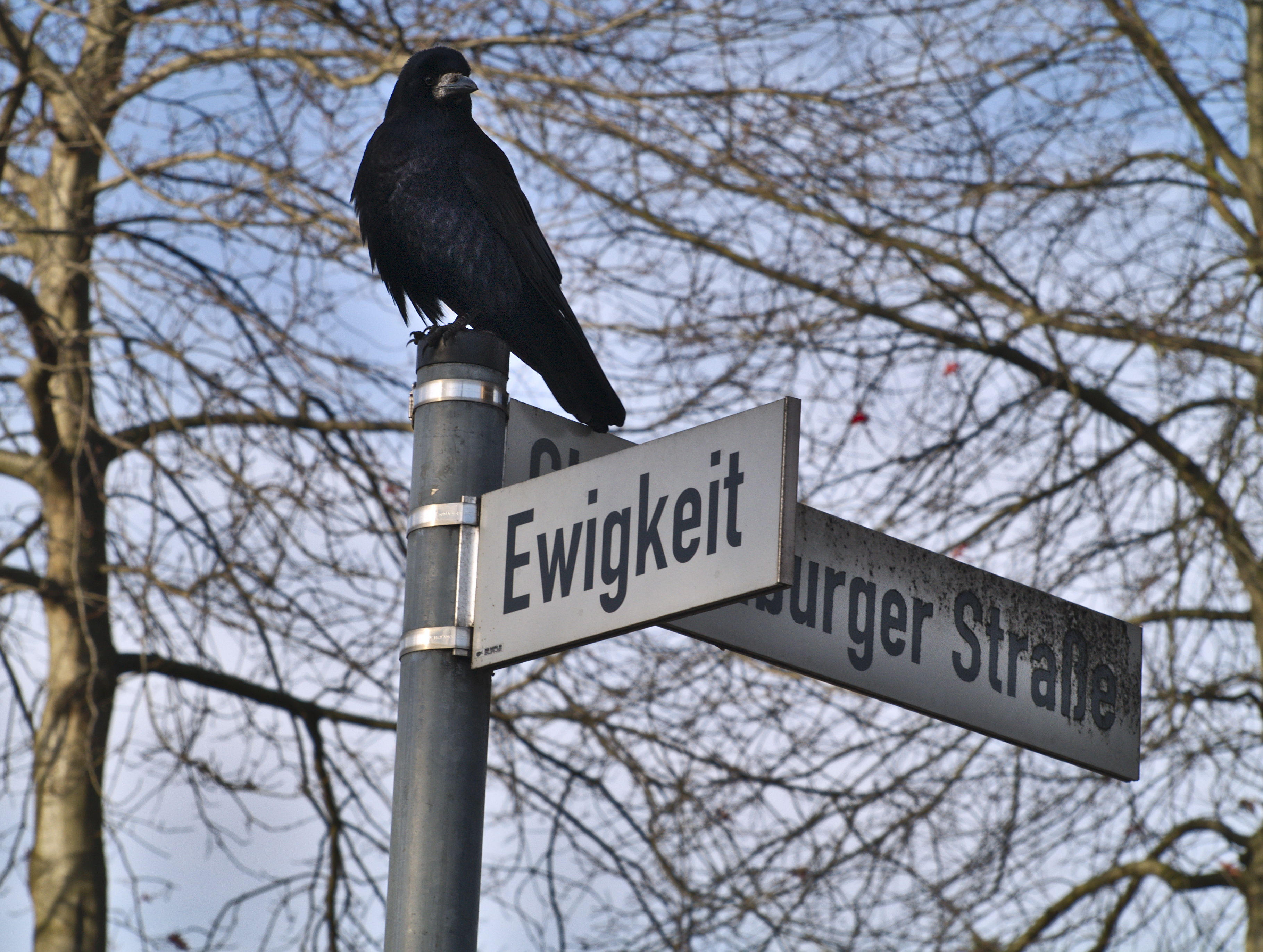
Råkan häckar och förekommer ofta i närheten av människan.

Råkan har ansetts orsaka skador på lantbruket men denna beskyllning håller i de flesta fall inte för en vetenskaplig prövning. På grund av detta och på grund av råkans vana att häcka i stora kolonier i människans närhet så förekommer det att man försöker begränsa kolonierna genom att förstöra bon före häckning. Försöken har dock begränsad framgång då råkornas bon är rejäla byggnadsverk. Fällandet av träd är det enda verksamma sättet att permanent bli av med råkor. Ett argument mot denna negativa syn på råkan är att den, som alla kråkfåglar, är en mycket effektiv renhållare som snabbt förtär allt ätbart på marken, vilket minskar födotillgången för exempelvis råttor. Lokalt jagas den även för föda, speciellt ungfåglar.

### Bestånd och beståndsutveckling
Bestånd och beståndsutveckling, såväl positivt som negativt, är sedan länge avhängigt av människans direkta ingrepp. Genom omvandling av landskapet i lantbruksmiljö har människan skapat förutsättningar för en ökning av beståndet och dess utbredning, men samtidigt hotas och begränsas bestånden genom direkt förföljelse. Avskjutning, förgiftning, boförstörelse, fällning av redes- eller sovträd orsakar regionala tillbakagångar och beståndsvariationer. Numera har en positivare syn på fågeln haft effekten att bestånden påverkas positivt. Sammantaget kan en lätt ökad utbredning västerut fastställas. Ett exempel är nykoloniseringen på 1960-talet i Schweiz. Även bestånden i områden där häckning tidigare bara förekommit sällsynt, som till exempel i östra Österrike, tycks stabilisera sig. I hela Europa räknas artens bestånd som livskraftig men i Österrike, Schweiz och Tjeckien befinner den sig på röda listan.

### Skador i lantbruket
Betydande skador uppstår då kråkfågelflockar besöker en nysådd åker. Särskilt hotade är tidiga eller sena ensamt liggande åkrar, särskilt för långsamt växande gröda som till exempel majs. Kråkfåglar föredrar det groende utsädet och för att nå detta rycker de ofta upp unga plantor radvis. En inte för tidig sådd kan tjäna till att indirekt minska risk för skador. Ett sådjup på ungefär 8 centimeter (istället för 2–4 centimeter) och vältning av sådden försvårar uppryckning av plantor, men står emot en optimal åkeruppskjutning och ett gott skörderesultat. Utsädet är i regel denaturerat med ett oangenämt smakande ämne, varigenom ätandet begränsas. Vidare kan metoder som avledningsutfodring vid åkerkanten eller att spela upp artegna skräckläten elektroniskt vara framgångsrika. Knallverktyg och optiska åtgärder som uppspänning av färgade band och upphängning av döda kråkfåglar har begränsad verkan.

### Namn
Ordet råka anses härstamma från germanska *hrŏk-, som ska ha ett ljudhärmande ursprung. På Gotland har råkan, lite förvirrande, även kallats blåkråka.
Ordet Corvus, som används för kråksläktet, är det latinska ordet för korp. Det latinska ordet frugilegus är sammansatt av substantivet frux, frugis f. = frukt och verbet legere = samla, avläsa och används i antik litteratur hos Ovidius (Metamorfoser 7, 624) i samband med myror. Det vetenskapliga namnet kan alltså ordagrant översättas med "fruktsamlande korp". Namntillägget pastinator för underarten C. frugilegus pastinator betyder ordagrant "en som hackar [upp], grävare".

### Övrigt
Råkan är av Skånes Ornitologiska Förening utsedd till Skurups kommunfågel.